# Eine Handvoll Heimaterde
Eine Handvoll Heimaterde ist ein Lied des Gesangsduos Tom und Tommy von 1959. Musik und Text stammten von Karl Götz und Peter Kaegbein, die Single erschien bei Polydor. Sie war ab Juli des Jahres acht Monatsausgaben in den deutschen Singlecharts und erreichte dabei den neunten Platz.

## Text
Der Text thematisiert das Verlassen der Heimat und den Aufbruch in eine ungewisse, dunkle Fremde. Als positive Erinnerung an die Heimat wird „eine Handvoll Heimaterde“ mitgenommen – dies bezieht sich auf den Brauch vieler Vertriebener, etwas Erde aus dem Heimatort mit in den Westen zu nehmen. Ein Gedicht desselben Titels mit deutlichen Anklängen an Blut-und-Boden-Literatur der Dichterin Christine Koch zeigt, dass dieses Motiv bereits früher genutzt wurde.
Obwohl Ort und Zeit des Geschehens nicht angesprochen werden, dürfte dem Publikum der Nachkriegszeit damit klar gewesen sein, dass es im Text um Flucht und Vertreibung ging. Auch die weiteren Metaphern bezogen sich auf konkrete Erinnerungen vieler Deutscher an das Kriegsende und waren somit sofort verständlich.
Bereits der Anfang verdeutlicht, dass es nicht um einen typischen Heim- und Fernwehtext geht:

„Schwer war der Abschied

so schwer war die Zeit

Wir mussten hinaus in die Nacht.“

Auch der Euphemismus in der dritten Strophe

„Viele verloren am Wege den Mut

ich hab’ sie nie wieder gesehen.“

konnte vom Publikum verstanden werden, die wussten, dass Menschen nicht den Mut, sondern vielfach ihr Leben verloren hatten. Ob mit der Schlusssequenz mit einer Paraphrase auf „Die Zeit heilt alle Wunden“ eine weitere Verdrängung der Vergangenheit ausgedrückt wird oder die Hoffnung auf eine Rückkehr in die Heimat, bleibt offen:

„Mein Herz es muß warten, 

dann wird alles gut

wenn auch Jahre darüber vergeh’n“

## Musik
Musikalisch klingt in dem Lied etwas von dem damaligen Trend zum Westernsujet durch, der durch die noch neue Westbindung der jungen Bundesrepublik ausgelöst wurde. Arrangiert und begleitet wurde das Stück von den Horst-Wende-Tanzsolisten als Slowfox mit Gitarrenklang.

## Kontext und Hintergrund
Einerseits schließt das Lied nahtlos an die bereits seit Anfang der 1950er Jahre in der jungen Bundesrepublik hochpopuläre „Heimatwelle“ an, die sich in Heimatfilmen wie Grün ist die Heide und auch musikalisch manifestierte. Das deutsche Publikum konnte allerdings aus dem beschönigenden Text eindeutig ihre eigenen Erinnerungen und Traumata herauslesen. André Port le roi zieht in Schlager lügen nicht das Fazit, dass Eine Handvoll Heimaterde „das Äußerste [war], was der deutsche Schlager der fünfziger Jahre an Vergangenheitsbewältigung leisten konnte“.